# Turnia z Dziurą

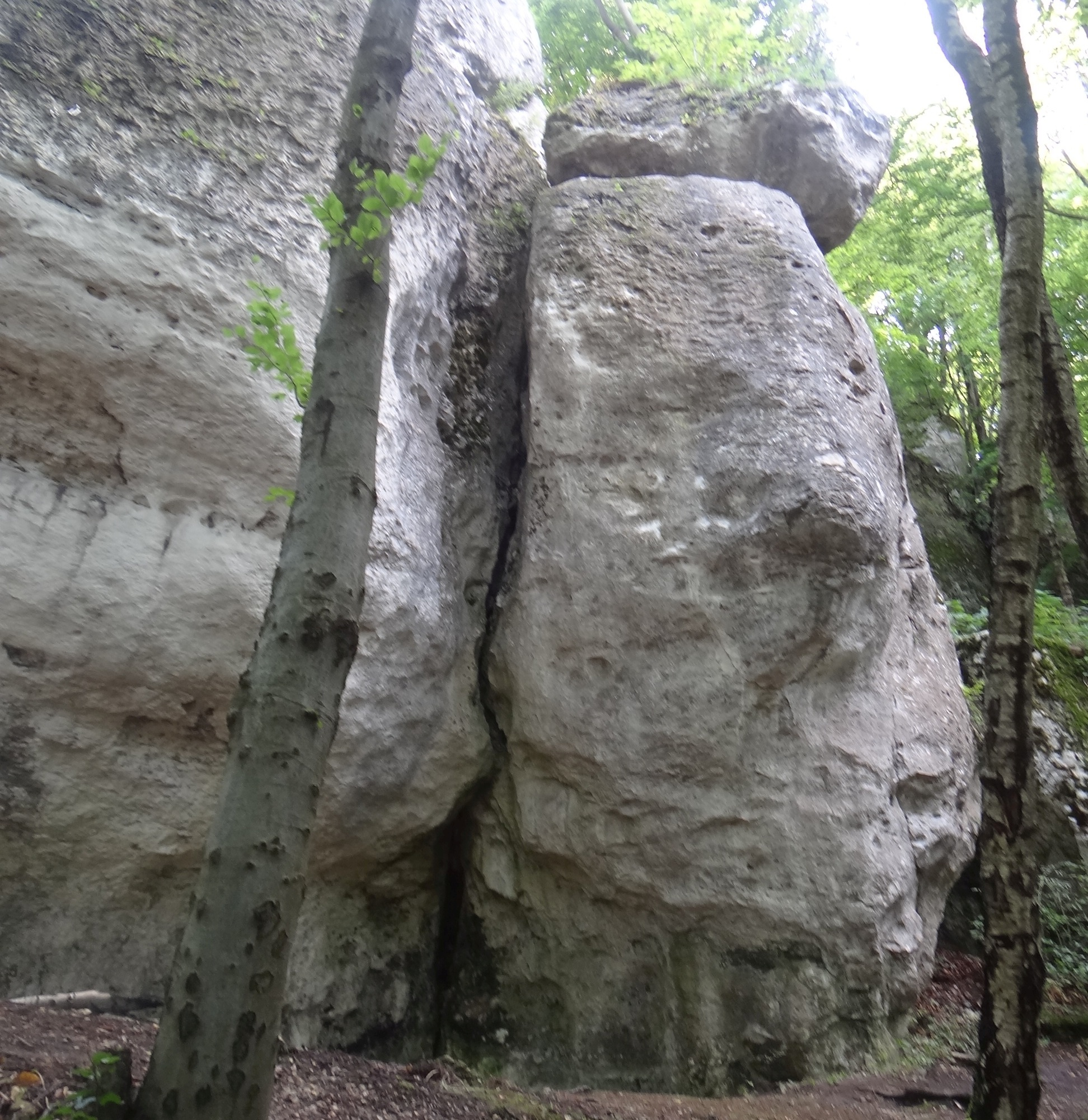
Turnia z Dziurą (po prawej) i Wysoki Okap

Turnia z Dziurą – skała na wzgórzu Łysak na Wyżynie Częstochowskiej. Znajduje się w środkowej części jego skał, w obrębie wsi Kostkowice w województwie śląskim, w powiecie zawierciańskim, w gminie Kroczyce.
Zbudowana z wapienia skała zaliczana jest do grupy Skał Kroczyckich. Znajduje się w lesie, jest najbardziej na północ wysuniętą skałą w grupie skał Łysaka. Znajduje się tuż przy skale Wysoki Okap, tworząc jak gdyby jego wysunięty na północ filar. Uprawiana jest na niej wspinaczka skalna. Skała ma wysokość do 15 m. W 2019 roku są na niej 4 drogi wspinaczkowe o trudności od VI.1 do VI.3 w skali krakowskiej. Trzy z nich mają zamontowane stałe punkty asekuracyjne: ringi (r) i stanowiska zjazdowe (st). Jest też jeden projekt.

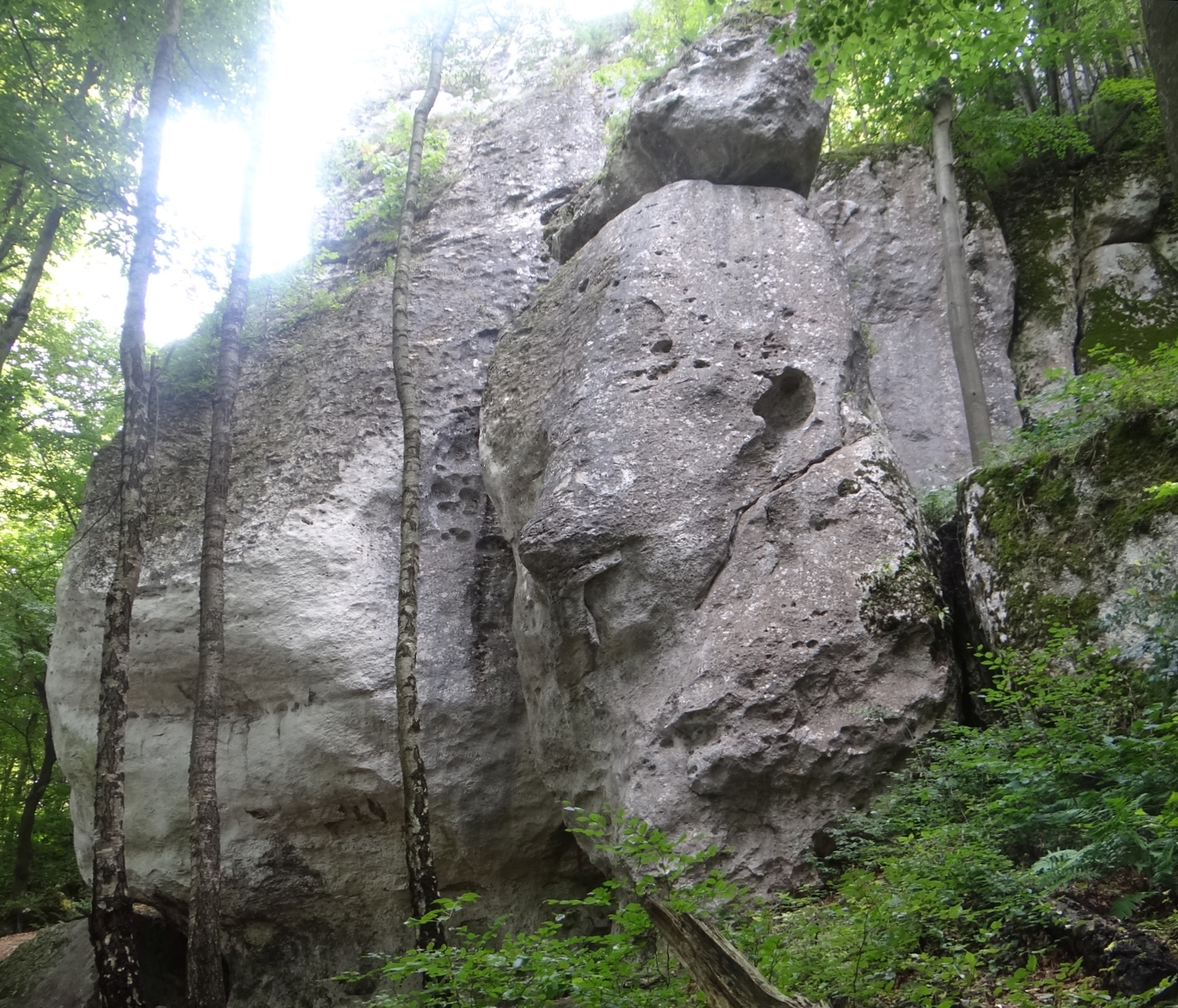
Wysoki Okap i Turnia z Dziurą (po prawej)

## Drogi wspinaczkowe
1. Rysa przy okapie VI, 20 m,
2. Duszna pogoda VI.3+, 15 m (5r + st),
3. Projekt (6r + st),
4. Toten Hosen VI.2+, 15 m (6r + st),
5. Filar z dziurą VI.2+, 15 m (5r + st)[3].